# マイナビニュース
マイナビニュースは、マイナビ（旧・毎日コミュニケーションズ）が運営するニュースサイト。IT系ニュースを得意とする。

## 概要
1997年に同社のパソコン雑誌『PC WORK!』のメールマガジン「PC WORK! HOT MAIL」の配信が開始され、そのメールマガジンの登録を募ったり掲載されたニュースを閲覧するために開設されたウェブサイト「PC WORK! HOT MAIL」が前身。その後『Mac Fan』以外の同社のパソコン雑誌を取り込み、1999年11月8日に独立したIT系の専門ニュースサイトとして「MYCOM PC WEB」が開設された。
2007年4月、映画・芸能・アニメ等のエンタテイメント情報や生活情報に関するニュース等も扱う総合ニュースサイトへとリニューアルを行い、「マイコミジャーナル」に改称。なお前述の経緯からMac関連のニュースについては同社の雑誌『Mac Fan』が独自に取材を行い、Mac Fanの公式サイトでありニュースサイトでもある「MacFan.jp」で取り扱う棲み分けがなされていたが、2008年10月にマイコミジャーナルに一本化された。
2011年10月、運営元の毎日コミュニケーションズの社名変更に伴い、同年11月8日付で同社のビジネスマン向けポータルサイト「COBS ONLINE」を吸収し、サイト名称を『マイナビニュース』に改めた。
2015年2月現在、サイトは「パソコン」「携帯」「家電」「ライフ」「ヘルスケア」「旅行」「住まい・インテリア」「恋愛・結婚」「マネー」「エンタメ」「ラジオ」「ホビー」「クリエイティブ」「エンタープライズ」「マーケティング」「開発・SE」「テクノロジー」「ホワイトペーパー」「キャリア」「パートナーニュース」「読者プレゼント」「Q&A」「wiki」「ショッピング」「買取」などで構成されている。
2021年2月1日(月)、「開発・SE」「テクノロジー」の分野を改めてビジネス情報メディア「TECH+」としてリニューアル。
該当のディレクトリは、「マイナビニュース 企業IT」「マイナビニュース テクノロジー」「IT Search+」の3つのサイトを「TECH+」として統合。
記事と広告の違いが分かりづらいが、「特別企画」と称されるものは、全てPR記事であり、記事の最後に「マイナビニュース広告企画：提供○○」○○は広告主、と入る。